# ترخس ألباني
ترخس ألباني (الاسم العلمي:Trechus albanicus) هو نوع من الحشرات يتبع جنس الترخس من فصيلة الخنافس الأرضية.